# Ubiratan Esporte Clube
L'Ubiratan Esporte Clube est un club brésilien de football basé à Dourados dans l'État du Mato Grosso do Sul.

## Palmarès
- Championnat du Mato Grosso do Sul de football
  - Champion : 1990, 1998, 1999